# Каллер, Эдмунд
Эдмунд Каллер (пол. Edmund Callier; 2 октября 1833, Замтер, провинция Позен, Пруссия — 14 декабря 1893, Познань) — польский повстанец, историк и публицист.

## Биография
Родился в семье мелкого чиновника Фредерика Каллера (1803—1881) и его жены Соломии Каллер (в девичестве Краевская; 14.11.1812 — 11.02.1888) в городе Замтер (провинция Познань, Пруссия). Младший брат Оскар Каллер (23.06.1846 — 23.02.1929), семья исповедовала протестантизм. Окончил мужскую гимназию в Познани, практический сразу после этого добровольцем вступил в прусскую армию для участия в Датско-прусской войне, однако вскоре был демобилизован из-за юного возраста. Уехал в Вжесню, где был принят на работу писарем в земельную контору в которой проработал до 1854 года, после чего уволился и уехал в Париж, где вступил во французский Иностранный легион для участия в Крымской войне.
Участвовал в Осаде Севастополя и к концу войны дослужился до звания капрала. После завершения боевых действий уехал в Париж, где прожил до 1859 года после чего вернулся в Познань, где устроился на работу преподавателем французского языка в местную мужскую гимназию и начал принимать активное участие в деятельности польских патриотических организаций.

### Участие в восстании 1863—1864 годов
Принял участие в восстании 1863—1864 годов. В конце февраля стал одним из основателей «Комитета Дзялынского» оказывающего материальную поддержку мятежникам. В середине марта 1863 года с группой добровольцев перешел границу с Царством Польским и 20 марта 1863 года в Казимежском лесу соединился с отрядом полковника Казимира Меленцкого, однако уже 22 марта был ранен под Слесинем и вынужден временно вернуться в Пруссию на лечение.
В мае 1863 назначен военным начальником Мазовецкого воеводства и Жондом народовым (правительством) произведён в полковники. До августа участвовал во многих стычках с русскими войсками, однако в августе подал в отставку из-за конфликта с Жондом народовым и бригадным генералом Эдмундом Тачановским.
В январе 1864 года пытался сформировать вооружённый отряд в Великом герцогстве Познанском, но был арестован и осуждён на один год и три месяца заключения за участие в деятельности «комитета Дзялынского».

### После восстания
После выхода из тюрьмы проживал в Познани, где издавал газету «Tygodnik Wielkopolski» и писал воспоминания и исторические труды. Написал: «Trzy ustępy z powstania», '«'Powiat Nakielski w XVI stuleciu : szkic geograficzno-historyczny», «Bitwy i potyczki stoczone przez wojsko polskie w roku 1831».
В 1870 году женился на Александре Гродницкой в браке родилось трое детей. В последние годы жизни перешел в католицизм. Умер 14 декабря 1893 года в возрасте 60 лет.